# Мургабский нефтегазоносный район

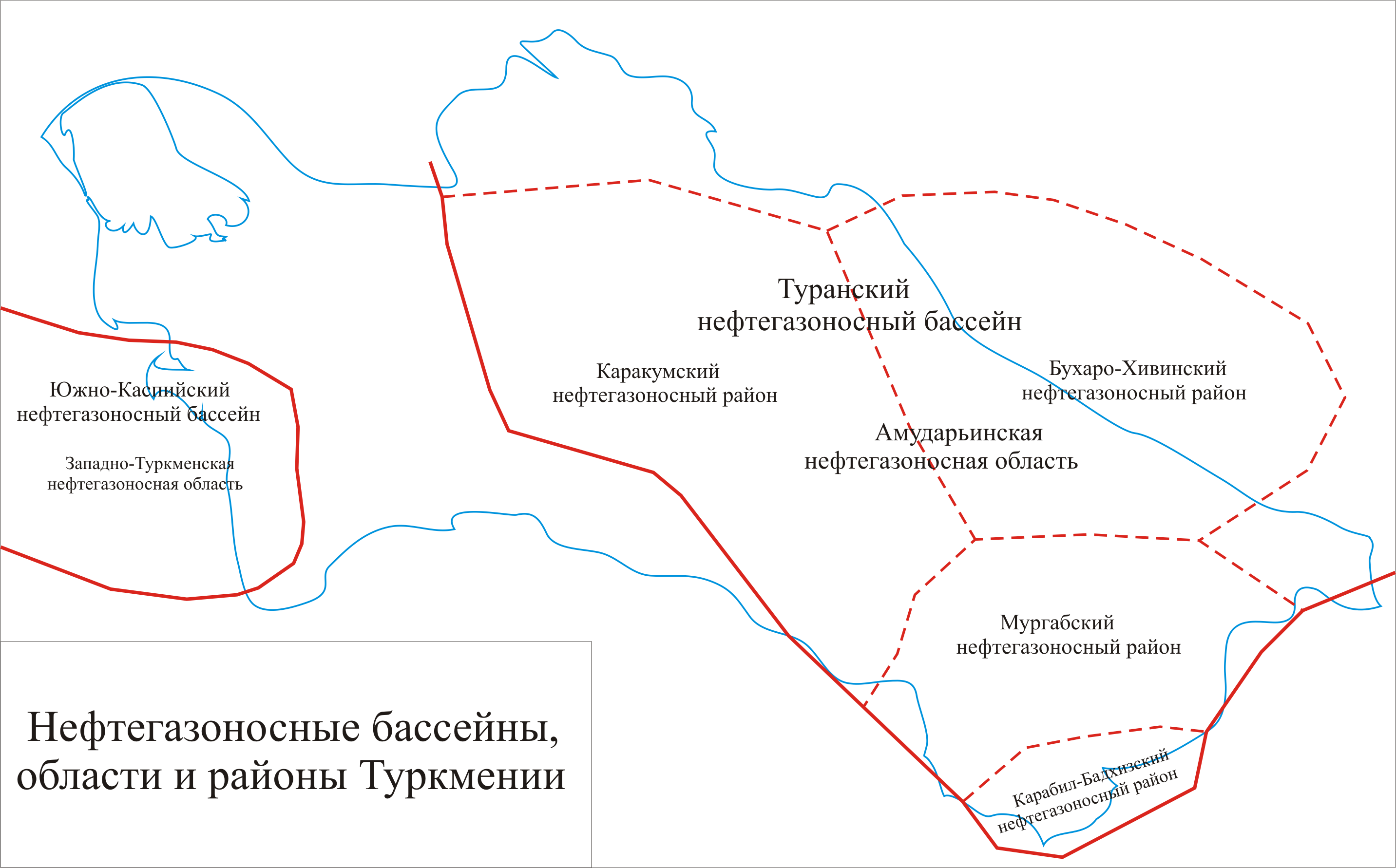

Мургабская нефтегазоносная область (туркм. Murgap nebit we gaz sebiti) — нефтегазоносная область, выделяемая по схеме А. А. Бакирова и приуроченная к одноименной позднемезозойской впадине и реке Мургаб, расположенными в крайней южной части Туранской плиты.
Административно расположена на территории юго-восточной части Туркменистана и северо-западной части Афганистана. Данный нефтегазоносный регион в основном богат газом. Месторождения — Иолотань, Шатлык, Байрам-Али и т. д.